# Ich vermisse dich
Ich vermisse dich (Originaltitel: Missing You) ist eine Fernsehserie, die auf dem gleichnamigen Buch von Harlan Coben beruht, der das Drehbuch selbst in Zusammenarbeit mit Victoria Asare-Archer und Sumerah Srivastav schrieb. Die Serie wurde am 1. Januar 2025 auf Netflix veröffentlicht.

## Handlung
Kommissarin Kat Donavan findet zufällig ihren seit elf Jahren spurlos verschwundenen Verlobten Josh auf einer Dating-App, die über den Musikgeschmack bei gegenseitigem Wunsch Menschen einander vermittelt. Gleichzeitig stellt die Kommissarin Nachforschungen über einen verschwundenen Mann namens Rishi Magari an. In der Serie entwickeln sich parallel verschiedene Erzählstränge, einerseits durch Flashbacks eingebaute Erinnerungen Donavans an die Zeit mit Josh, ihrem Verlobten, und an ihren ermordeten Vater, der auch Kommissar war; andererseits erfährt man über die Suche nach dem Verschwundenen. Es wird gezeigt, dass Rishi Magari von einem Verbrecher auf einer Farm festgehalten und dazu gezwungen wird, sein Geld an den Kriminellen zu überweisen. Im Laufe der Serie stellt sich heraus, dass dieser Verbrecher ein Unternehmen aufgebaut hat, bei dem er Menschen durch die Dating-App in seine Fänge lockt.
Während Kat Donavan ihrer Arbeit nachgeht und auch versucht, Josh zu finden, wendet sich der junge Brendan an sie, dessen Mutter als vermisst gilt. Donavan sucht nicht nur nach den Vermissten, sondern auch nach dem Mörder ihres Vaters, denn dass der Killer Monte Leburne dahintersteckt, glaubt sie nicht. Nach und nach findet sie heraus, dass viele Menschen, die ihr nahestehen, Wichtiges über ihren Vater verschwiegen hatten.
Erst ganz am Ende lösen sich die Rätsel um Kat Donavan mit einer überraschenden Wendung auf.

## Produktion

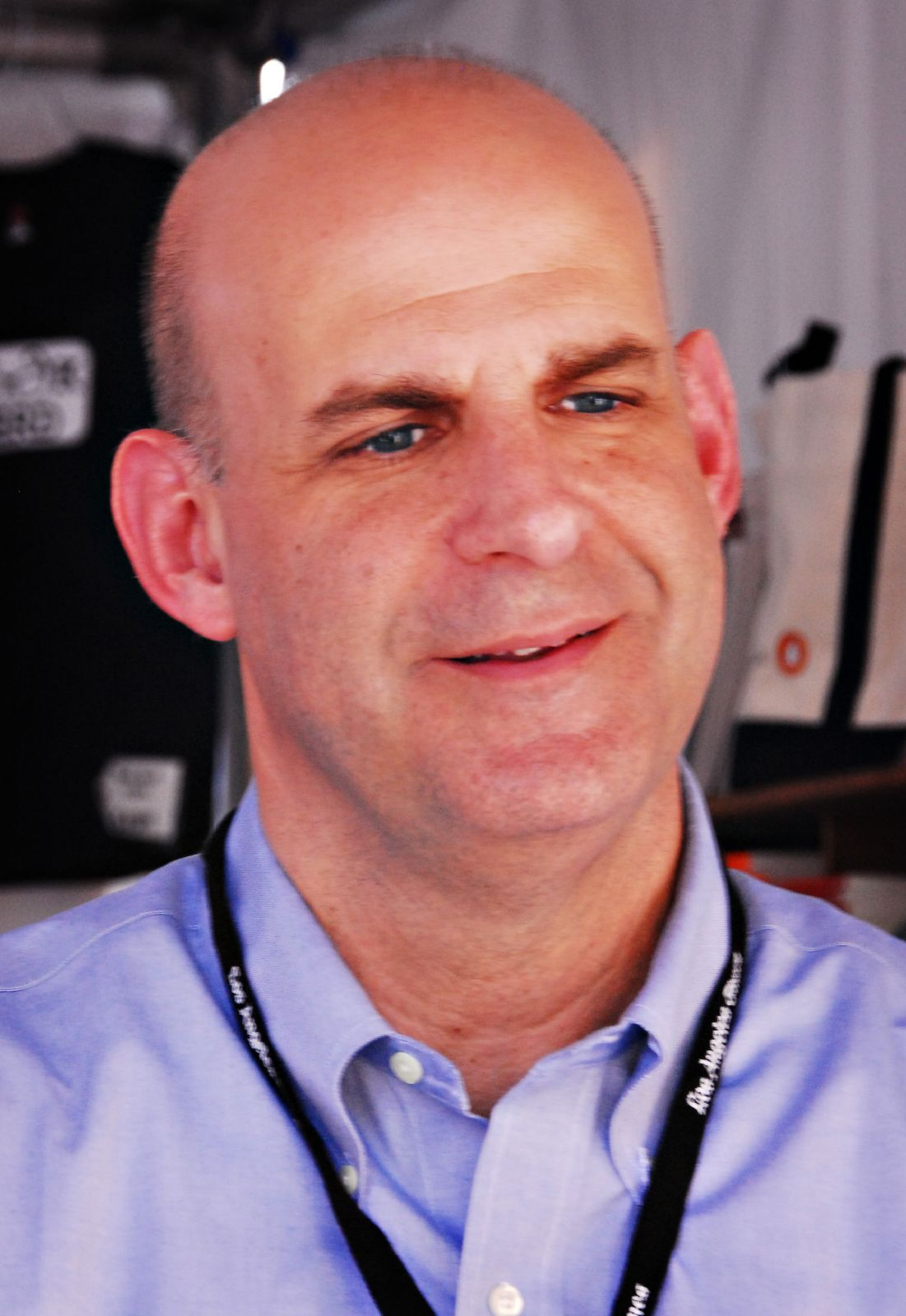
Harlan Coben

Während Cobens Buch in New York spielt, wurde Ich vermisse dich vorwiegend in Manchester gedreht, erkennbare Drehorte sind beispielsweise das Manchester City Centre oder die Manchester Art Gallery. Die Drehbücher für die einzelnen Episoden schrieb Victoria Asare-Archer.
Hinter der Kamera stand der aus Kanada stammende Phil Wood, der schon bei dem prämierten Kurzfilm The Voorman Problem (2012), After the Flood und anderen Filmproduktionen mitarbeitete. Die Filmmusik stammt von Ben Onono, der britisch-nigerianischer Herkunft ist und schon Musik komponierte, die für den Grammy nominiert wurde. In der Serie ist auch der Song Missing You von John Waite zu hören, der als Lieblingssong von Kat Donavan und Josh eine gewisse Rolle spielt und den gleichen Namen wie die Serie im Original trägt.
Die Serie Ich vermisse dich ist ab 16 Jahren freigegeben und wurde von Quay Street Productions produziert.

## Besetzung und Synchronisation
Die Serie läuft auf der privaten Fernsehplattform Netflix.
Die deutsche Synchronisation der Serie wurde bei der VSI Synchron nach einem Dialogbuch und unter der Dialogregie von Bianca Krahl erstellt.
| Rolle         | Darsteller       | Synchronsprecher     |
| ------------- | ---------------- | -------------------- |
| Kat Donavan   | Rosalind Eleazar | Elisa Bannat         |
| Josh Buchanan | Ashley Walters   | Matthias Deutelmoser |
| Aqua Vanech   | Mary Malone      | Philippa Jarke       |
| Stacey Embalo | Jessica Plummer  | Jill Böttcher        |
| Ellis Stagger | Richard Armitage | Tobias Kluckert      |
| Charlie Pitts | Charlie Hamblett | Roman Wolko          |
| Clint Donavan | Lenny Henry      | Erich Räuker         |
| Brendan Fells | Oscar Kennedy    | Finn Posthumus       |

## Episodenliste
| Nr.                                                                        | Deutscher Titel           | Originaltitel             | Regie        | Drehbuch     |
| -------------------------------------------------------------------------- | ------------------------- | ------------------------- | ------------ | ------------ |
| 1                                                                          | Every Breath You Take     | Every Breath You Take     | Nimer Rashed | Harlan Coben |
| 2                                                                          | With or Without You       | With or Without You       | Nimer Rashed | Harlan Coben |
| 3                                                                          | Never Too Much            | Never Too Much            | Nimer Rashed | Harlan Coben |
| 4                                                                          | Don’t You Forget About Me | Don’t You Forget About Me | Isher Sahota | Harlan Coben |
| 5                                                                          | Chain Reaction            | Chain Reaction            | Isher Sahota | Harlan Coben |
| Am 1. Januar 2025 wurden alle Folgen der Serie bei Netflix veröffentlicht. |                           |                           |              |              |

## Rezeption
Bereits zwei Tage nachdem die Serie auf Netflix abrufbar war, kam sie weltweit auf Platz zwei der beliebtesten Serien.
Dustin Rowles auf pajiba.com urteilte, dass Missing You (Ich vermisse dich) anderen Filmproduktionen von Harlan Coben ähnele: “They are humorless, devoid of real character development, feature rote (if not wooden) acting, and are entirely forgettable once they end. Yet, they’re undeniably popular.” (Sie haben keinen Humor, sind ohne echte Charakterentwicklung, mit routinierten (wenn nicht gar hölzernen) Darstellern und lassen sich nach ihrem Ende leicht vergessen, aber sie sind zweifellos populär).
Amber Dowling lobte die Serie auf TV Guide: “While each of the five episodes contains some twisty moment or jaw-dropping cliffhanger, the finale does an excellent job of wrapping everything up.” (Während jede der fünf Episoden eine überraschende Wendung oder eine atemberaubende Überraschung enthält, gelingt es dem Finale hervorragend, alles zusammenzufassen.)